# Adone Zecchi
Adone Zecchi (Bologna, 23 luglio 1904 – Bologna, 20 dicembre 1995) è stato un compositore e direttore di coro italiano.

## Biografia
Ha studiato al Conservatorio G. B. Martini di Bologna, diplomandosi prima in violino e poi in composizione, sotto la guida di Franco Alfano e Cesare Nordio. Ha occupato la cattedra di Musica Corale e Direzione di Coro, e poi di Fuga e Composizione presso il Conservatorio della sua città, di cui è stato successivamente direttore nel decennio 1964-1974.
È stato maestro collaboratore con Pietro Mascagni. Ha svolto con successo attività di Direttore d'orchestra sia lirico (Barbiere di Siviglia, Werther, Tosca) sia sinfonico. 
Dal 1926 sino agli anni '50 è stato direttore della corale "Euridice"; nel 1930 ha dato vita all'Orchestra Bolognese da Camera, dedita al repertorio più selezionato del sinfonismo classico moderno, iniziando nel contempo una brillante attività di compositore e di critico.
Nel dopoguerra ha fondato e diretto il Gruppo Madrigalistico Femminile "G. B. Martini", ottenendo ampi consensi di pubblico e di critica in Italia e all'estero; dal 1974 al 1982,  è stato direttore della "Tavolata Polifonica Bolognese", da lui fondata. Segretario nazionale della SIMC (Società Italiana musica contemporanea) dal 1956 al 1959, si è sempre battuto per l'introduzione dell'Educazione Musicale nella scuola dell'obbligo ed ha incrementato la formazione di varie società corali sul territorio nazionale, ricoprendo la carica di Presidente del Gruppo Nazionale Insegnanti di Educazione Musicale e delle Società Corali Italiane (USCI).
Nel decennio 1964-1974, come Direttore del Conservatorio G. B. Martini di Bologna, non solo ha dato notevole impulso a nuove cattedre di insegnamenti non tradizionali,  ma ha continuato a partecipare attivamente, con varie iniziative,  alla vita culturale della sua città (musiche di scena, commenti musicali radiofonici e televisivi, composizioni per orchestra da camera e musica corale, pubblicazioni scientifiche e didattiche, concerti, ecc.).
Dal 1968 al 1978 è stato Presidente Nazionale dell'Unione Società Corali Italiane (U.S.C.I. - E.N.A.L.).
Dal 1975 è stato Direttore Artistico e Docente del "Corso Nazionale di Aggiornamento di Musica Corale e Direzione di Coro" che, autorizzato dal Ministero della Pubblica Istruzione, si teneva a Marina di Ravenna (Ra).
È stato Presidente o Membro di varie giurie di concorsi nazionali ed internazionali di pianoforte (La Spezia, Osimo, Treviso, Senigallia), di Canto Corale (Vittorio Veneto, Adria, Padova, Arezzo), e di Canto Lirico al Concorso Sperimentale "A.Belli" di Spoleto nel 1975.
Oltre all'attività di compositore ha curato quella della "Tavolata Bolognese" da lui fondata nel 1975, con la quale ha presentato in pubblico programmi di polifonia vocale di particolare interesse. Parallela a quella di compositore, esecutore, didatta e organizzatore ebbe attività di pubblicista e fu fervente propagandista della diffusione dell'Educazione Musicale attraverso la scuola di ogni ordine e grado.
La sua produzione ha toccato vari campi: quello della musica orchestrale, da camera e corale, fino ai commenti musicali radiofonici e televisivi, affiancando all'attività compositiva scritti e opere di carattere culturale e didattico.
Il suo celebre saggio intitolato Il Direttore di coro è tutt'oggi un punto di riferimento per tutti i maestri di coro.
Fra i vari riconoscimenti ottenuti in ambito nazionale e internazionale, si segnalano l'elezione a membro della “Royal Academy of Music”, la medaglia d'oro quale benemerito della Scuola, della Cultura e dell'Arte conferitagli dal Presidente della Repubblica nel 1963 e l'Honorable Mention California Arpist Association (per il Divertimento per flauto, arpa e archi).

## Opere
Tra parentesi l'editore, il luogo e la data di pubblicazione

### Composizioni per orchestra

#### Radiodrammi e teledrammi
- Canzoni ed Affanni del Padre di Bertoldo (RAI, 1954, Testi di Massimo Dursi)
- Il Passator Cortese (RAI, 1955, Testi di Massimo Dursi)
- La Trafila Romagnola (RAI, 1956, Testi di Massimo Dursi)
- Cappuccetto, l'orco e le Maschere (RAI, 1958, Testi di Massimo Dursi)
- Ruy Blas di Victor Hugo (RAI TV, 1959, regia Sandro Bolchi)
- Il Mulino del Po (RAI TV, 1963, regia Sandro Bolchi, dal romanzo di Riccardo Bacchelli)

#### Orchestra sola
- Divertimento per flauto, arpa e archi. Partitura (Bongiovanni, Bologna 1933)
- Due Invenzioni per orchestra. Partitura (Bongiovanni, Bologna 1948-1952)
- Due Preludi per orchestra. Partitura  (Bongiovanni, Bologna 1934)
- Due Preludi per orchestra, nuova versione 1954. Partitura (Bongiovanni, Bologna 1954)
- Idillio villerecci: Intermezzo per orchestrina (Milano: Carisch, 1930)
- Musiche per il "Mulino del Po". Partitura (Bongiovanni, Bologna 1963)
- Ricercare e Toccata, versione 1942. Partitura (Bongiovanni, Bologna 1942)
- Toccata, ricercare e finale, per orchestra. Partitura  (Bongiovanni, Bologna 1942)
- Toccata e Ricercare, nuova versione 1955. Partitura (Bongiovanni, Bologna 1955)
- Trattenimento Musicale per archi. Partitura (Ricordi, Milano 1966)
- Trattenimento Musicale per archi a 11 parti. Partitura (Bongiovanni, Bologna 1970)
- Valzer in guanti bianchi per orchestrina. Partitura (U. Pizzi, 1929 - Venturi)

#### Strumento solista e orchestra
- Caleidofonia, per violino, pianoforte e orchestra (Bongiovanni, Bologna 1963)

### Musica da Camera

#### Musica da Camera senza pianoforte
- Bicinium per due flauti ("Composizioni per due flauti di autori contemporanei" - Bèrben, Ancona 1973)
- Divertimento per flauto e arpa (Bongiovanni, Bologna 1933)
- Giovedì grasso, bizarria per arpa (Bongiovanni, Bologna 1939)
- Musiche per un balletto immaginario, suite per arpa (Bongiovanni, Bologna 1954)
- Trittico, per arpa (ed. Bongiovanni, Bologna 1963)
- Two pieces per flauto dolce e cembalo (Bongiovanni, Bologna 1983)

#### Musica da Camera con pianoforte
- Divertimento per flauto e pianoforte. Trascrizione dell'autore (Bongiovanni, Bologna 1933)
- Engagement per clarinetto in Si bemolle e pianoforte (Bèrben, Ancona 1982)
- Novanta battute per flauto e pianoforte (Bèrben, Ancona 1974)
- Pazzi e pupazzi, divertimento per violino e pianoforte (Bongiovanni, Bologna 1931)
- Quatuor du temps perdu per violino, viola, violoncello e pianoforte (Bologna, Bongiovanni 1960)
- Recitativi ed arie per saxofono contralto in mi e pianoforte (College Music 1986)
- Sonata in fa per violino e pianoforte (Carish, Milano 1934-1936)
- Trio per violino, violoncello e pianoforte (Bongiovanni, Bologna 1939)

### Composizioni per pianoforte

#### Pianoforte solo
- Cinque istantanee per pianoforte (Bèrben, Ancona 1980)
- Deux morceaux per clavicembalo o pianoforte (Bongiovanni, Bologna 1983)

#### Pianoforte a quattro mani
- La bella addormentata. Tre piccoli pezzi facili per pianoforte a quattro mani (Bongiovanni, Bologna 1949)

### Composizioni per clavicembalo

#### Clavicembalo solo
- Deux morceaux per clavicembalo o pianoforte (Bongiovanni, Bologna 1983)

### Composizioni per organo

#### Organo solo
- Andante, trascrizione per organo elettronico o classico dalla seconda sonata per violino solo di J.S.Bach (Bèrben, Ancona 1973)

### Musica vocale

#### Coro e orchestra
- Il Mulino del Po, suite per soprano, tenore e orchestra (Bongiovanni, Bologna 1962)
- Requiem, per coro maschile e orchestra (Bongiovanni, Bologna 1945)

#### Coro con accompagnamento
- Trenodia per la morte di Anita Garibaldi per coro misto, voce solista e campana (Bongiovanni, Bologna 1983)

#### Coro a cappella
- Convito, a tre voci pari (Antologia Corale Ricordi n. 3, Milano 1973)
- Ditirambo (dal “Bacco in Toscana”), a 4 voci miste (Bongiovanni, Bologna 1938)
- Ditirambo, per voci maschili (Bongiovanni, Bologna 1941)
- Donne ch'avete intelletto d'amore, Madrigale a quattro voci miste (“La Cartellina”, Suvini Zerboni, Milano 1981)
- D'Ottobre, di Folgore da San Geminiano, a quattro voci virili (Bongiovanni, Bologna 1941)
- Due cori, per voci maschili, dal commento musicale per il radioracconto "La Trafila Romagnola" di M.Dursi: Filastrocca - La morte di Anita (Bongiovanni, Bologna 1956)
- Era già l'ora che volge il disio, Madrigale a cinque voci miste su testo di Dante Alighieri (Pro Musica Studium, Roma 1984)
- Io non amo, a tre voci pari (Antologia Corale Ricordi n. 2, Milano 1972)
- La nonna a tre voci femminili (Bologna, 1976)
- Per il rinfresco del palato, ditirambo a quattro voci miste da "Il Bacco in Toscana" (Pro Musica Studium, Roma 1982)
- Trittico (prima edizione introvabile 1941. Ripubblicato da Bongiovanni, Bologna 1965)
- Tristezza, a tre voci pari (Antologia Corale Ricordi n. 1, Milano 1973)
- Tre brevi preghiere a tre voci femminili (Pro Musica Studium, Milano 1975)
- Composizioni da Anacreonte per coro dispari a sei voci: Io non amo, Tristezza, Convito. Trascrizione dell'autore (Ricordi, Milano 1977)
- Trenodia per la morte di Anita Garibaldi per coro femminile (Bongiovanni, Bologna 1983)
- Vocalizzo a quattro voci miste (Bongiovanni, Bologna 1983)

#### Coro di voci bianche
- Canti di Natale italiani (in collaborazione con Riccardo Allorto), raccolta di facili canti con accompagnamento di strumenti a percussione, per le scuole elementari e medie (Ricordi, Milano 1965)
- Canti popolari emiliani e romagnoli, raccolta di facili canti con accompagnamento di strumenti a percussione, per le scuole elementari e medie (Ricordi, Milano 1967)
- La nonna, lirica corale, edizione manoscritta per il VII Concorso Nazionale per cori di voci bianche (1977) indetto dalla Società Corale “Guido Monaco” di Prato (1977)
- Omaggio a Giovanni Federzoni (Pizzi, Bologna 1928 poi Carish)
- Tre brevi preghiere (Pro Musica Studium, Milano 1974)

#### Liriche con pianoforte
- Arpège (manoscritto inedito: presentato da Lily Pons al Metropolitan di New York nel 1928)
- Giovin Pastore (manoscritto inedito: presentato da Lily Pons al Metropolitan di New York nel 1928)
- Idillio villereccio, intermezzo (Carish, Milano 1930)
- Tre canti religiosi, per canto e pianoforte (Bongiovanni, Bologna 1936-37)
- Vagito, per canto e pianoforte su versi di Giovanni Pascoli (Pizzi, Bologna 1928; poi Carish, Milano)